# كأس الاتحاد الإنجليزي 1889–90
كأس الاتحاد الإنجليزي 1889–90 (بالإنجليزية: 1889–90 FA Cup)‏ هو الموسم 19 من  كأس الاتحاد الإنجليزي. أقيم خلال الفترة 18 يناير 1889 وحتى 29 مارس 1890، والذي يشرف على تنظيمه الاتحاد الإنجليزي لكرة القدم، وكان عدد الأندية المشاركة فيه  32، وفاز فيه بلاكبيرن روفرز.